# Café Bernina
Bernina var en københavnsk café, der var kendt som hjemsted for byens bohemer og litterater i det 19. århundredes sidste to årtier. Caféen lå i den stadig eksisterende ejendom Vimmelskaftet 47/Badstuestræde 2 kendt som Tuteins Gård.

## Ejendommen
Den pilasterprydede bygning i gul blankmur i fem etager er opført 1800-01 af Johan Martin Quist for den rige handelsmand og fabrikant Friederich Tutein (1757-1853) som en af byens anseligste gårde. Den har 7 fag mod Vimmelskaftet, rundt hjørne med 1 fag og oprindeligt 2 fag mod Badstuestræde. Forhuset mod Badstuestræde i 3 fag blev tilføjet i samme stil 1881-83 af grosserer Reinholdt W. Jorck, som havde købt ejendommen i 1880. Bygningen er senere blevet stærkt ombygget og har bl.a. fået isat nye, store vindueshuller.

## Café Bernina
Café Bernina åbnedes i oktober 1881 på Vimmelskaftet 47 af schweizeren, konditor og vinhandler D.B. Schucani, som førhen havde arbejdet hos Stephan à Porta i Café à Porta på Kongens Nytorv. Navnet henviser til Bernina Alperne i Schweiz. I indgangsdøren til bygningen kan man stadig se Berninas navnetræk i gulvmosaikken samt et rødt schweizisk våbenskjold, som refererer til den første ejers herkomst. Indretningen i mezzanincaféen, som man entrede via en marmortrappe, bestod bl.a. af glasloft og karakteristiske runde marmorborde med et tungt metalunderstel. Bordene blev på grund af deres soliditet anvendt op til få år før caféens lukning i 1953.
I maj 1882 stiftedes Studentersamfundet, en politisk-demokratisk forening af studenter der havde meldt sig ud af Studenterforeningen i protest mod denne forenings konservative retning. Medlemmerne af Studentersamfundet havde lejet mødelokaler i Badstuestræde, men caféens hyggelige omgivelser trak mere i medlemmerne, og det blev efterhånden deres officielle mødested.
Særligt medlemmernes tanker om mere ligestilling mellem kønnene, og de unge kvinders deltagelse i det sociale samvær vakte samtidens forargelse. Foruden studenterne deltog også ofte foreningens prominente medlemmer og gæster såsom Georg Brandes, Holger Drachmann, Karl Gjellerup og Sophus Schandorph.
Ikke mange politikere fandt vej til Bernina, men politikeren J.K. Lauridsen, der gik under navnet "Je Kaa", var også stamgæst. Han var også en ledende skikkelse i Studentersamfundet.
Fra oktober 1885 overtog konditoren af en anden schweizer Poul Tönjachsen (som stamgæsterne hurtigt omdøbte til Cognacsen) caféen, og nye grupper af unge bohemer fulgte med. Det gjaldt blandt andre L.A. Ring, Christian Krohg og hans kreds af "Nordmænd", samt August Strindberg, Knut Hamsun, byens skuespillere og skuespillerinder, redaktører fra Gyldendal samt "Piraterne". Disse sidste hentydede til kredsen af skribenter omkring Ove Rodes kortlivede tidsskrift Piraten (1895-1896), der var ment som en ny udgave af Meïr Aron Goldschmidts Corsaren. Rode formåede at få de fleste medarbejdere over til sit nye blad København ved dets oprettelse i 1889 i redaktionslokaler lige om hjørnet fra caféen i Badstuestræde 7 . Heriblandt talte forfatterne Carl Ewald, Johannes Jørgensen, Gustav Esmann, Gustav Wied, Agnes Henningsen, Herman Bang, Sophus Claussen og Viggo Stuckenberg. Gustav Wied blev senere svigersøn til et medlem af Tutein-familien, men vidste sikkert ikke, at Bernina lå i Tuteins tidligere ejendom.
Også senere kom mange svenskere og nordmænd til den berømte og berygtede café, bl.a. Edvard Munch. Her var Munch nær kommet op at slås med forfatteren Andreas Haukland.
Journalisten og redaktøren Frejlif Olsen, som selv var stamgæst på Bernina, fortæller at man på stedet kunne få en såkaldte "Djævlepunch", som bestod af sytten forskellige slags vine og spirituosa. Knut Hamsun drak denne drik som saftevand, og Frejlif Olsen forsøgte at efterligne den norske forfatter. Efter en særlig våd aften vandrede Olsen hjem og drak sit blækhus i ét drag, i den tro at han stadig sad på Bernina og drak djævlepunch.
Efterhånden som nye generationer voksede op, mistede Bernina sin betydning som samlingssted for byens unge vilde, og den lukkede efter en lang periode som et værtshus af mindre godt ry i 1953. Sidenhen har en vinhandel i ejendommen også heddet Bernina.
Gustav Wied skildrede caféen i novellen "Knipset" (1890), og Christian Krohg skildrede den i novellen "Hos Bernina" (1888).
Tuteins Gård var også stedet, hvor filmmanden Ole Olsen i 1905 åbnede sin første biograf, Biograf-Theatret.